# Lithocarpus vidalianus
Lithocarpus vidalianus är en bokväxtart som beskrevs av Aimée Antoinette Camus. Lithocarpus vidalianus ingår i släktet Lithocarpus och familjen bokväxter.
Artens utbredningsområde är Laos. Inga underarter finns listade.